# Liste der Biografien/Wak
Liste der Biografien |
Portal Biografien |
Personensuche
# |
A |
B |
C |
D |
E |
F |
G |
H |
I |
J |
K |
L |
M |
N |
O |
P |
Q |
R |
S |
T |
U |
V |
W |
X |
Y |
Z |
?
 
Wa |
Wc |
Wd |
We |
Wh |
Wi |
Wj |
Wl |
Wn |
Wo |
Wr |
Ws |
Wt |
Wu |
Ww |
Wy |
Wz
 
Waa |
Wab |
Wac |
Wad |
Wae |
Waf |
Wag |
Wah |
Wai |
Waj |
Wak |
Wal |
Wam |
Wan |
Wao |
Wap |
Waq |
War |
Was |
Wat |
Wau |
Wav |
Waw |
Wax |
Way |
Waz
Die Liste der Biografien führt alle Personen auf, die in der deutschsprachigen Wikipedia einen Artikel haben. Dieses ist eine Teilliste mit 136 Einträgen von Personen, deren Namen mit den Buchstaben „Wak“ beginnt.

## Wak

### Waka
- Waka Flocka Flame (* 1986), US-amerikanischer Rapper
- Waka, Doreen (* 1994), kenianische Sprinterin
- Wakabayashi, Akiko (* 1941), japanische SchauspielerinAkiko Wakabayashi (* 1941)

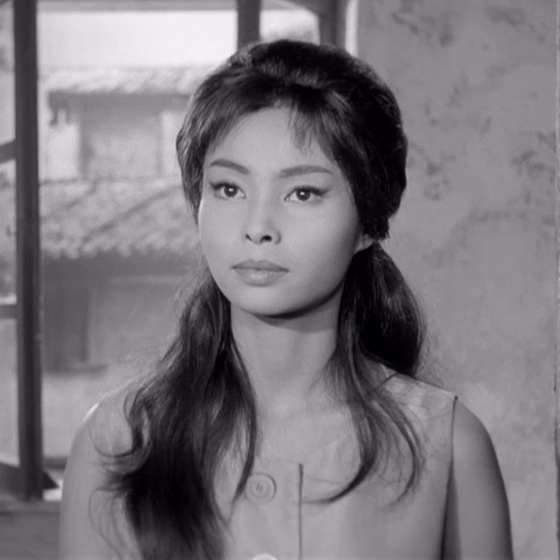
Akiko Wakabayashi (* 1941)

- Wakabayashi, Kenta (* 1964), japanischer Politiker
- Wakabayashi, Kōta (* 1997), japanischer Sprinter
- Wakabayashi, Manabu (* 1979), japanischer Fußballspieler
- Wakabayashi, Manafu (* 2004), japanischer Fußballspieler
- Wakabayashi, Masatoshi (1934–2023), japanischer Politiker
- Wakabayashi, Takeo (1907–1937), japanischer Fußballspieler
- Wakahara, Tomoya (* 1999), japanischer Fußballspieler
- Wakai, Kenji (* 1974), japanischer Fußballspieler
- Wakamatsu, Daiki (* 1976), japanischer Fußballspieler
- Wakamatsu, Ikumi (* 1974), japanische Langstreckenläuferin
- Wakamatsu, Jōtarō (1935–2021), japanischer Lyriker und Essayist
- Wakamatsu, Kenji (* 1972), japanischer Fußballspieler
- Wakamatsu, Kōji (1936–2012), japanischer Filmregisseur und -produzent
- Wakamatsu, Shizuko (1864–1896), japanische Übersetzerin, Lehrerin und Schriftstellerin
- Wakamatsu, Shō (* 1987), japanischer Biathlet
- Wakamiya, Misako (* 1989), japanische Tischtennisspielerin
- Wakamoto, Norio (* 1945), japanischer Synchronsprecher (Seiyū)
- Wakanohana Kanji I. (1928–2010), japanischer Sumōringer und der 45. Yokozuna
- Wakanohana, Kanji (1953–2022), japanischer Sumōringer und 56. Yokozuna
- Wakanohana, Masaru (* 1971), japanischer Sumōringer und 66. Yokozuna
- Wakanosato, Shinobu (* 1976), japanischer Sumōringer
- Wakao, Ayako (* 1933), japanische Schauspielerin
- Wakar, Sergei Michailowitsch (1928–1998), sowjetisch-belarussischer Bildhauer
- Wakarelski, Christo (1896–1979), bulgarischer Ethnograph
- Wakartschuk, Iwan (1947–2020), ukrainischer Physiker, Universitätsrektor und Politiker
- Wakartschuk, Swjatoslaw (* 1975), ukrainischer Sänger, Songwriter und sozialer AktivistSwjatoslaw Wakartschuk (* 1975)

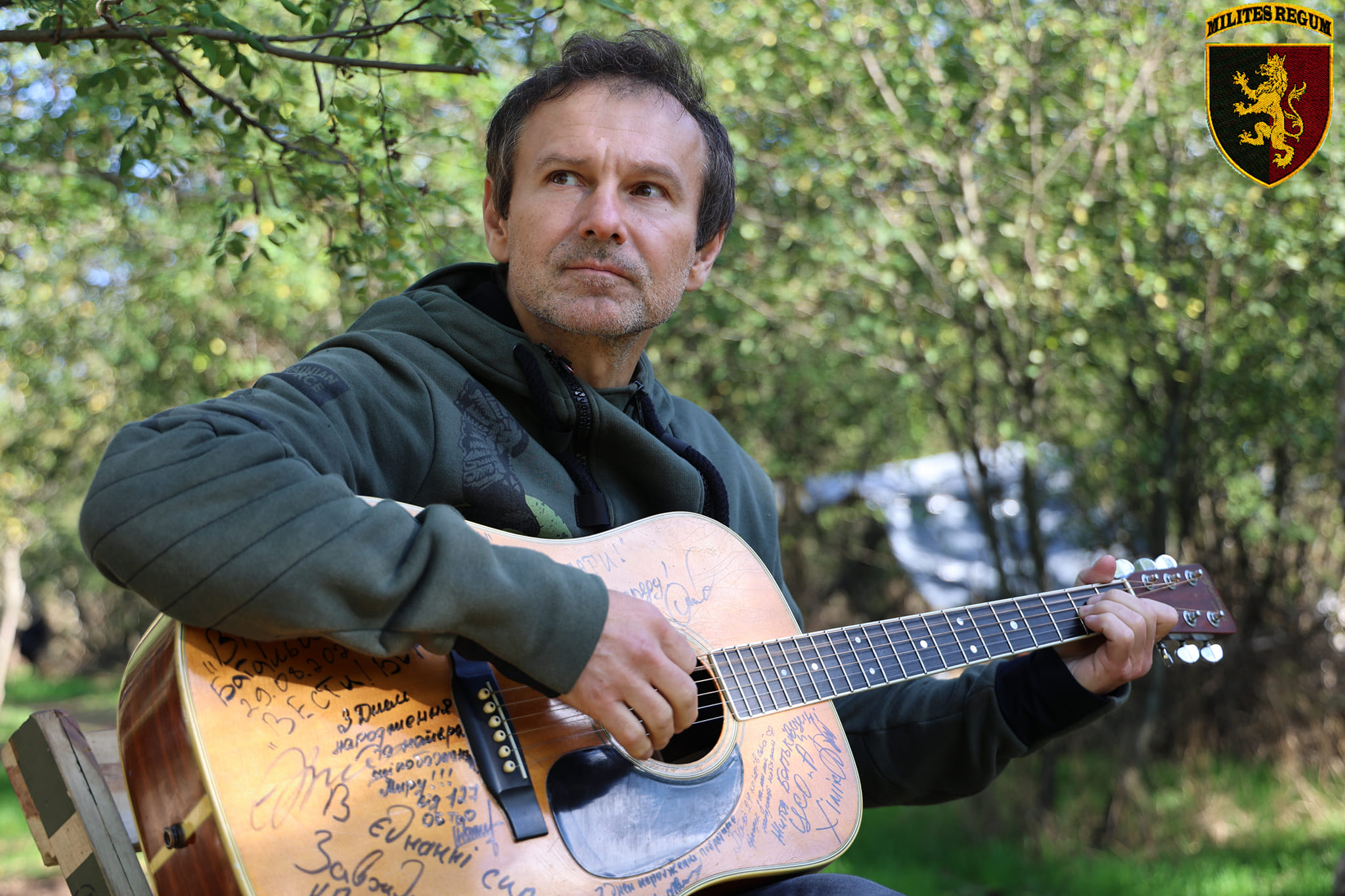
Swjatoslaw Wakartschuk (* 1975)

- Wakasa, Masashi (* 1989), japanischer Fußballspieler
- Wakasa, Minoru (* 1951), japanischer Skispringer
- Wakasa, Tokuji († 2005), japanischer Unternehmer
- Wakasa, Yūji (* 1996), japanischer Fußballspieler
- Wakaso, Mubarak (* 1990), ghanaischer Fußballspieler
- Wakasso, Salifou (* 1960), nigrischer General
- Wakasugi, Hiroshi (1935–2009), japanischer Dirigent
- Wakasugi, Kōki (* 1995), japanischer Fußballspieler
- Wakasugi, Takuya (* 1993), japanischer Fußballspieler
- Wakata, Kōichi (* 1963), japanischer Astronaut und Raumfahrtfunktionär
- Wakatani, Masahiro (1945–2003), japanischer Physiker
- Wakatsuki, Reijirō (1866–1949), japanischer Minister und Premierminister
- Wakatsuki, Yamato (* 2002), japanischer Fußballspieler
- Wakaya, Takumi (* 2001), japanischer Fußballspieler
- Wakayama, Bokusui (1885–1928), japanischer Schriftsteller
- Wakayama, Tomisaburō (1929–1992), japanischer SchauspielerTomisaburō Wakayama (1929–1992)

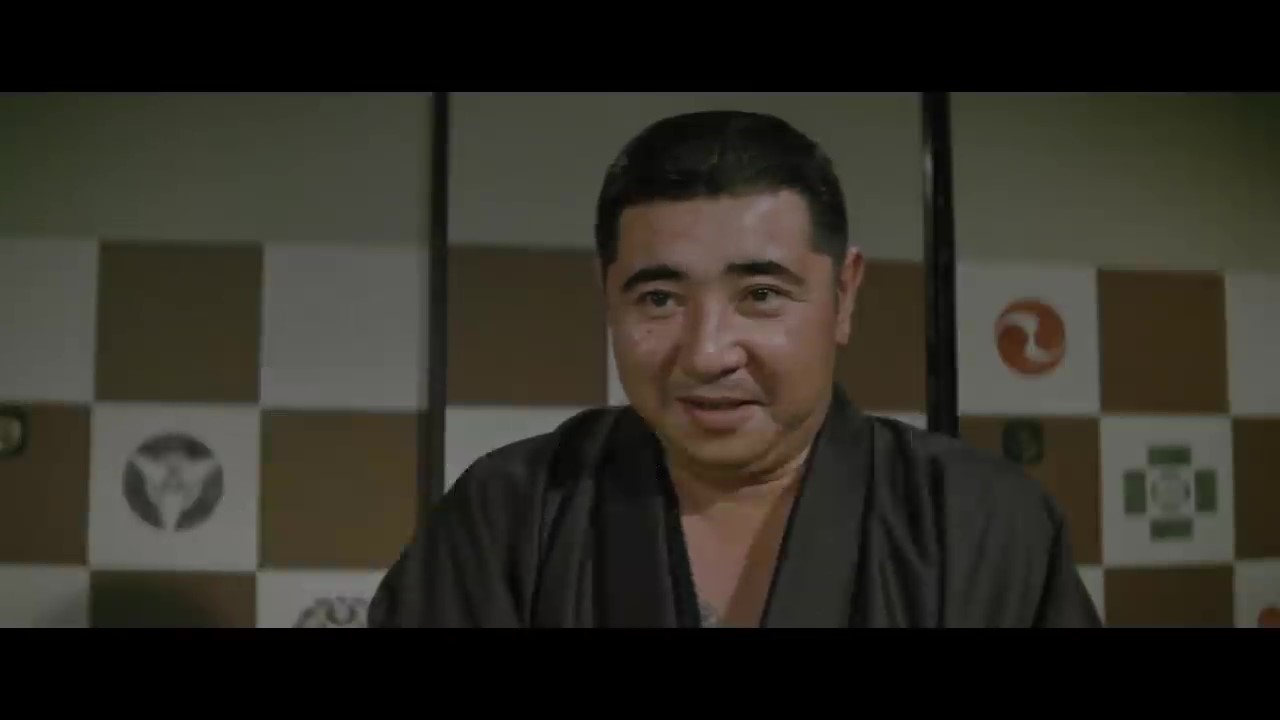
Tomisaburō Wakayama (1929–1992)

### Wake
- Wake, Baldwin († 1213), anglonormannischer Adliger
- Wake, Cameron (* 1982), US-amerikanischer American-Football-Spieler
- Wake, David B. (1936–2021), US-amerikanischer Herpetologe und Professor für Integrative Biologie
- Wake, Hugh, englischer Adliger
- Wake, John, 1. Baron Wake (* 1268), englischer Adliger
- Wake, Margaret, 3. Baroness Wake († 1349), englische Adlige
- Wake, Nancy (1912–2011), neuseeländische Militärangehörige, Mitglied der Résistance
- Wake, Thomas, 2. Baron Wake († 1349), englischer Adliger und Militär
- Wake, William (1657–1737), Erzbischof von Canterbury
- Waked, Amr (* 1973), ägyptischer Film- und Theaterschauspieler
- Wakefield, Andrew, britischer Chirurg und ForscherAndrew Wakefield

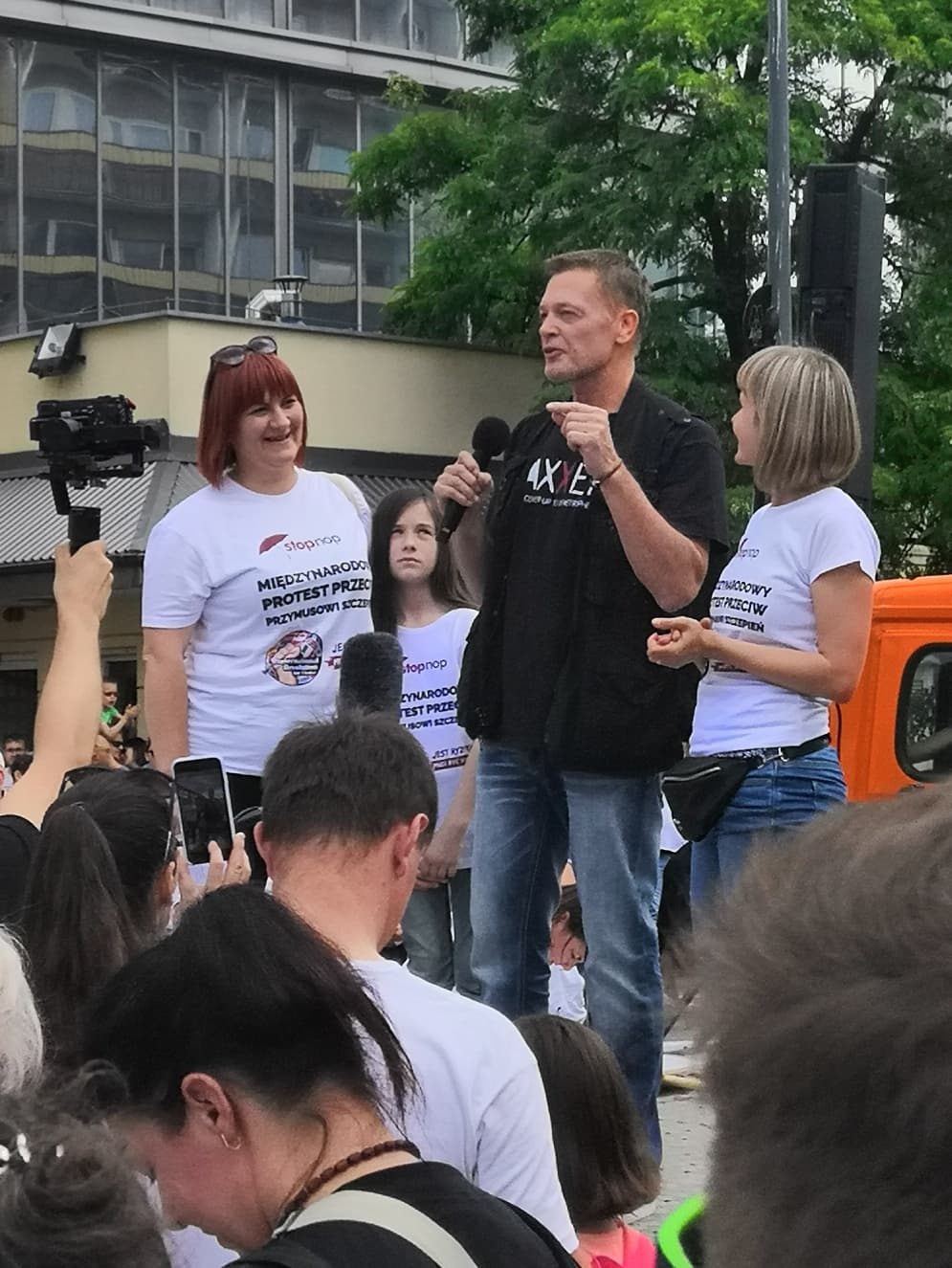
Andrew Wakefield

- Wakefield, Arthur (1799–1843), britischer Kapitän, Vertreter der New Zealand Company und Gründer von Nelson
- Wakefield, Charity (* 1980), britische Schauspielerin
- Wakefield, Daniel Bell (1798–1858), neuseeländischer Rechtsanwalt, Generalstaatsanwalt für New Munster und kurzzeitig Richter am Supreme Court
- Wakefield, Edward (1774–1854), englischer Farmer, zeitweise Reformer, politischer Autor und Grundstücksmakler
- Wakefield, Edward (1845–1924), neuseeländischer Journalist und Politiker
- Wakefield, Edward Gibbon (1796–1862), britischer Staatsmann
- Wakefield, Edward Jerningham (1820–1879), englischer Politiker, Publizist, Abenteurer und Vertreter der New Zealand Company in Neuseeland
- Wakefield, Edward, 1. Baronet (1903–1969), britischer Unterhausabgeordneter und Diplomat
- Wakefield, Elsie Maud (1886–1972), britische Mykologin
- Wakefield, Felix (1807–1875), Landvermesser, Oberstleutnant der britischen Armee und Kolonist in Südaustralien und Neuseeland
- Wakefield, James (1825–1910), US-amerikanischer Politiker
- Wakefield, Priscilla (1751–1832), englische Philanthropin, Quäkerin, Schriftstellerin und Feministin
- Wakefield, Rhys (* 1988), australischer SchauspielerRhys Wakefield (* 1988)

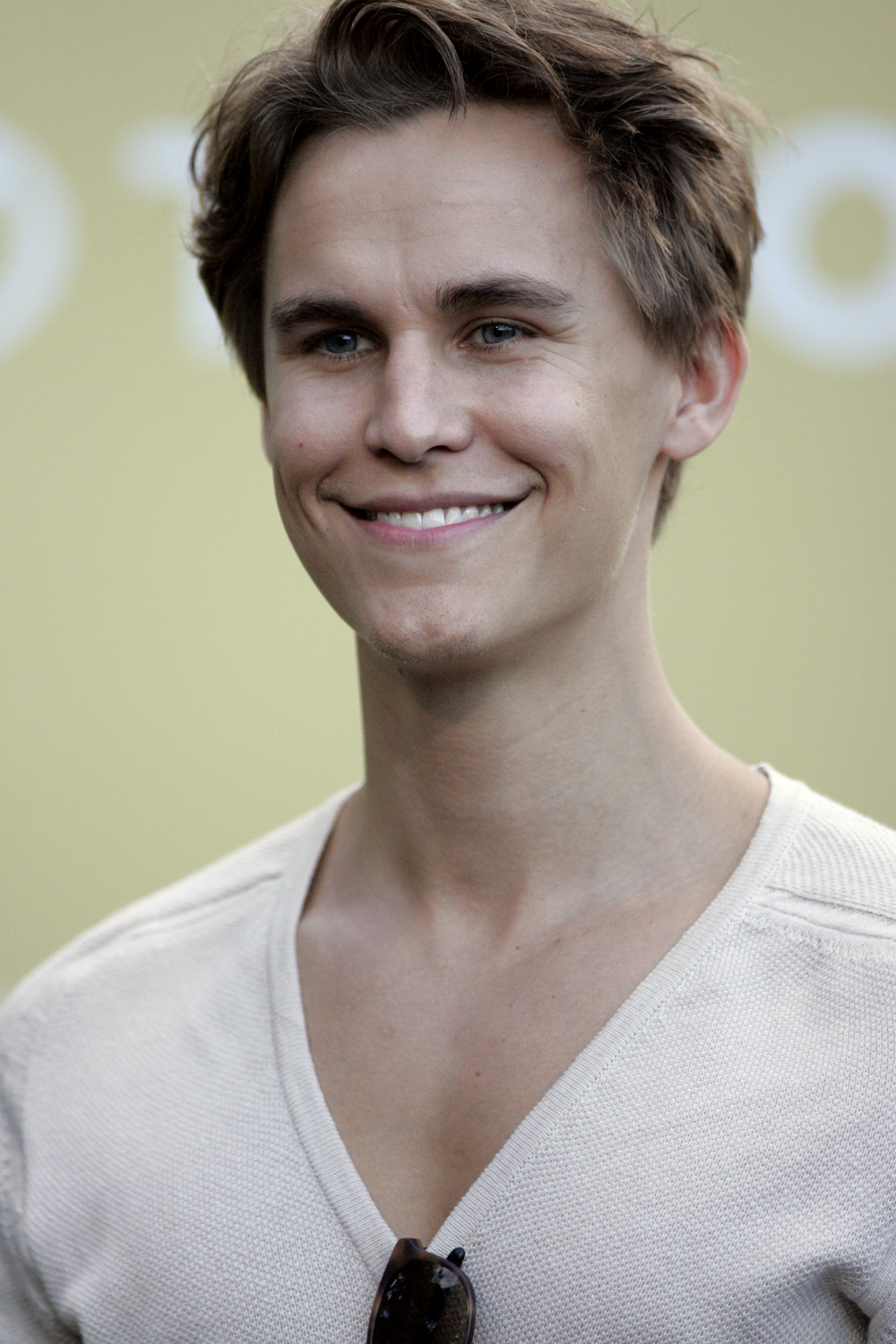
Rhys Wakefield (* 1988)

- Wakefield, Ruth Graves (1903–1977), US-amerikanische Gastronomin, Köchin und Kochbuchautorin
- Wakefield, Tim (1966–2023), US-amerikanischer Baseballspieler
- Wakefield, William Hayward (1801–1848), neuseeländischer Vertreter der New Zealand Company, Leiter der ersten Expedition nach Neuseeland und Gründer von Wellington
- Wakeford, Tony (* 1959), englischer Musiker
- Wakeham, Daniel (* 1981), britischer Snowboarder
- Wakeham, John (* 1932), britischer Politiker (Conservative Party), Mitglied des House of Commons
- Wakelin, Chris (* 1992), englischer Snookerspieler
- Wakelin, Johnny (* 1939), britischer Musiker
- Wakeling, Dave (* 1956), englischer Musiker
- Wakeling, Denis (1918–2004), englischer anglikanischer Bischof
- Wakeling, Gwen (1901–1982), US-amerikanische Kostümbildnerin beim Film
- Wakeling, Mark (* 1971), britischer Schauspieler
- Wakely, Ernie (* 1940), kanadischer Eishockeytorwart
- Wakely, Jimmy (1914–1982), US-amerikanischer Country-Sänger und Cowboy-Darsteller
- Wakeman, Abram (1824–1889), US-amerikanischer Jurist und Politiker
- Wakeman, Alan (* 1947), britischer Jazz- und Rockmusiker (Saxophon, Komposition)
- Wakeman, Rick (* 1949), britischer MusikerRick Wakeman (* 1949)

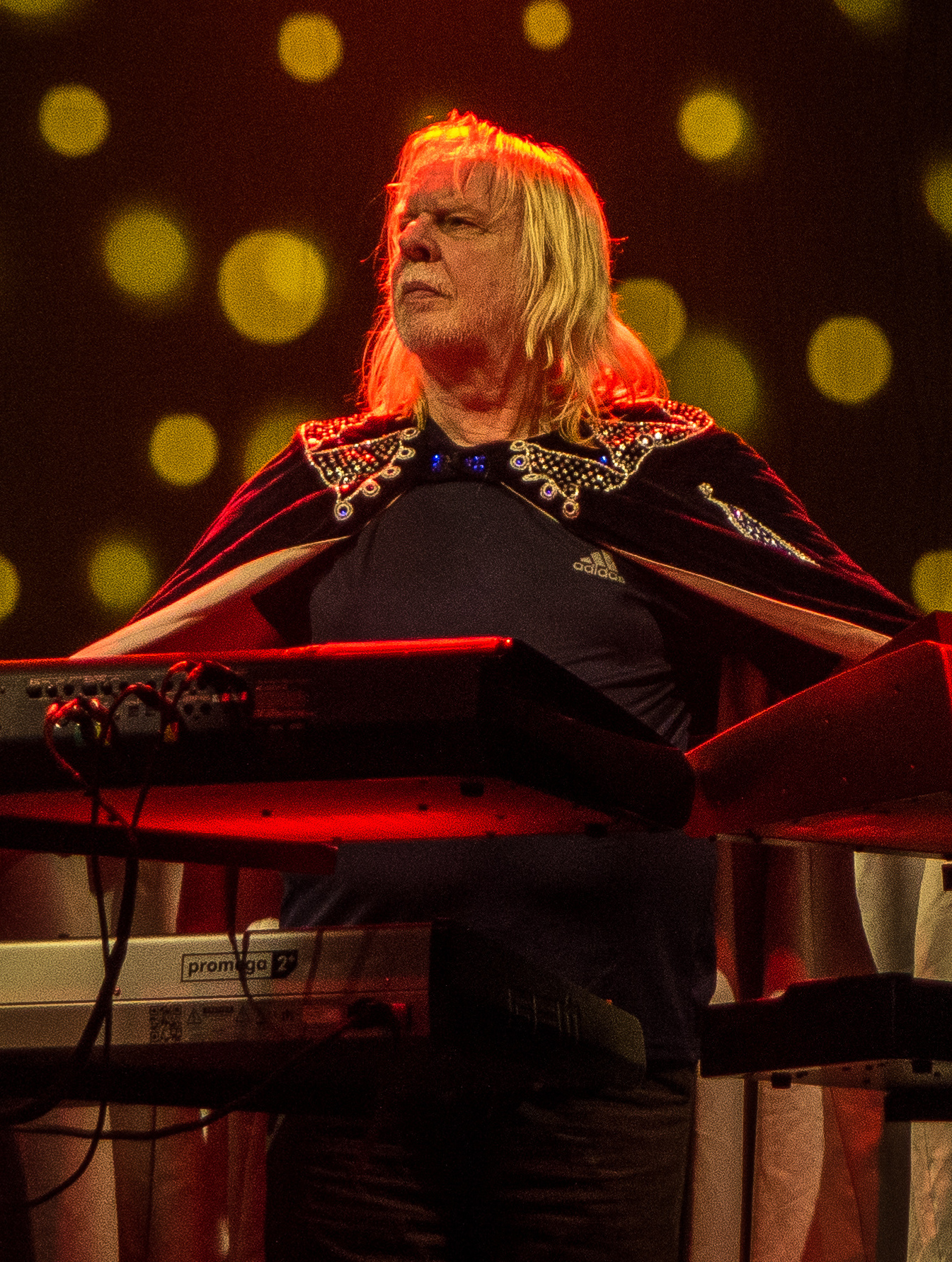
Rick Wakeman (* 1949)

- Wakeman, Seth (1811–1880), US-amerikanischer Jurist und Politiker
- Wakenhut, Walter (* 1942), katholischer Militärgeistlicher
- Wakenitz, Albrecht (1558–1636), deutscher Rechtsgelehrter, Universitätskanzler und herzoglicher Beamter in Pommern
- Wakenitz, Christian Dietrich von (1708–1779), Landrat in Schwedisch-Pommern
- Wakenitz, Stellan († 1587), mecklenburgischer Amtmann, pommerscher Rat und Amtshauptmann
- Wakenitz, Wilhelm Dietrich von (1728–1805), preußischer Rittmeister, hessischer Generalleutnant und Finanzminister
- Wakenius, Ulf (* 1958), schwedischer Jazzgitarrist und KomponistUlf Wakenius (* 1958)

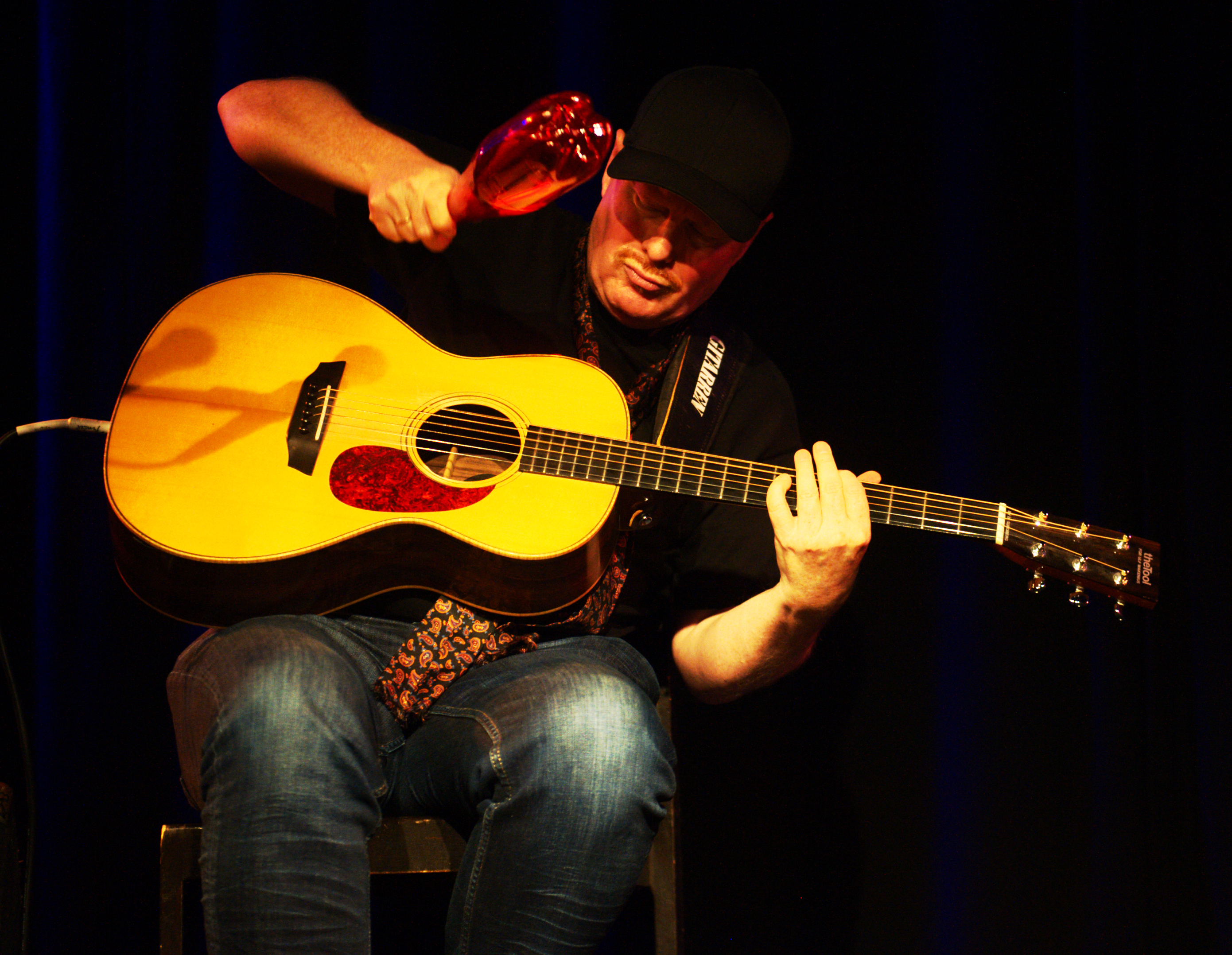
Ulf Wakenius (* 1958)

- Wakenshaw, Robert (* 1965), englischer Fußballspieler
- Wakeshima, Kanon (* 1988), japanische Sängerin und Cellistin

### Wakg
- Wakgira, Abebe (* 1921), äthiopischer Marathonläufer

### Wakh
- Wakhévitch, Georges (1907–1984), russisch-ukrainisch-französischer Filmarchitekt und Bühnenbildner

### Waki
- Waki' ibn al-Dscharrah (746–821), sunnitisch-islamischer Rechtsgelehrter und Traditionarier
- Waki, Hiroki (* 1993), japanischer Fußballspieler
- Wakiihuri, Douglas (* 1963), kenianischer Langstreckenläufer und Marathonweltmeister
- Wakil, Leïla el- (* 1955), Schweizer Kunsthistorikerin
- Wakimoto, Kōsei (* 1994), japanischer Fußballspieler
- Wakimoto, Yūta (* 1989), japanischer Bahnradsportler
- Wakimura, Yoshitarō (1900–1997), japanischer Wirtschaftswissenschaftler
- Wakisaka, Aya (* 1981), japanische Badmintonspielerin
- Wakisaka, Juichi (* 1972), japanischer Autorennfahrer
- Wakisaka, Shigekazu (* 1975), japanischer Autorennfahrer
- Wakita, Haruko (1934–2016), japanische Historikerin
- Wakita, Kazu (1908–2005), japanischer Maler
- Wakita, Sayaka (* 1995), japanische Balletttänzerin
- Wakita, Yū (* 1984), japanische Badmintonspielerin
- Wakivuamina, Melodie (* 1996), Schweizer Filmschauspielerin
- Wakizaka, Ryohei (* 1998), japanischer Fußballspieler
- Wakizaka, Yasuto (* 1995), japanischer Fußballspieler

### Wakk
- Wakker, Henri-Louis (1875–1972), Schweizer Bankier und Immobilienunternehmer

### Wakl
- Wakley, Thomas (1795–1862), britischer Arzt und Politiker, Mitglied des House of Commons, Gründer einer Fachzeitschrift (The Lancet)

### Wakn
- Waknin, Jitzchak (* 1958), israelischer Politiker

### Wako
- Wako, Naoki (* 1989), japanischer Fußballspieler
- Wako, Shungorō (1890–1965), japanischer Geschäftsmann und Auswanderer
- Wakolbinger, Bernd (* 1976), österreichischer Ruderer
- Wakolbinger, Manfred (* 1952), österreichischer Künstler
- Wakolbinger, Rudolf (* 1983), österreichischer Komponist
- Wakolm, Roland (* 1979), österreichischer Skispringer
- Wakonigg, Daniela (* 1973), österreichische Autorin, Journalistin und Regisseurin
- Wakoski, Diane (* 1937), US-amerikanische Dichterin und Hochschullehrerin
- Wakounig, Marija (* 1959), österreichische Historikerin und Hochschullehrerin
- Wakounig, Metka (* 1983), österreichische Übersetzerin
- Wakovsky, Pepi (1900–1959), österreichischer Liederkomponist und Schrammelmusiker

### Waks
- Waksberg, Arkadi Iossifowitsch (1927–2011), sowjetischer bzw. russischer Autor
- Waksman, Selman Abraham (1888–1973), US-amerikanischer Biochemiker

### Waku
- Wakui, Hideaki (* 1986), japanischer Baseballspieler
- Wakui, Hidetoshi (* 1983), japanischer Fußballspieler
- Wakulenko, Julija (* 1983), ukrainische Tennisspielerin
- Wakulenko, Wolodymyr (1972–2022), ukrainischer Schriftsteller und KinderbuchautorWolodymyr Wakulenko (1972–2022)

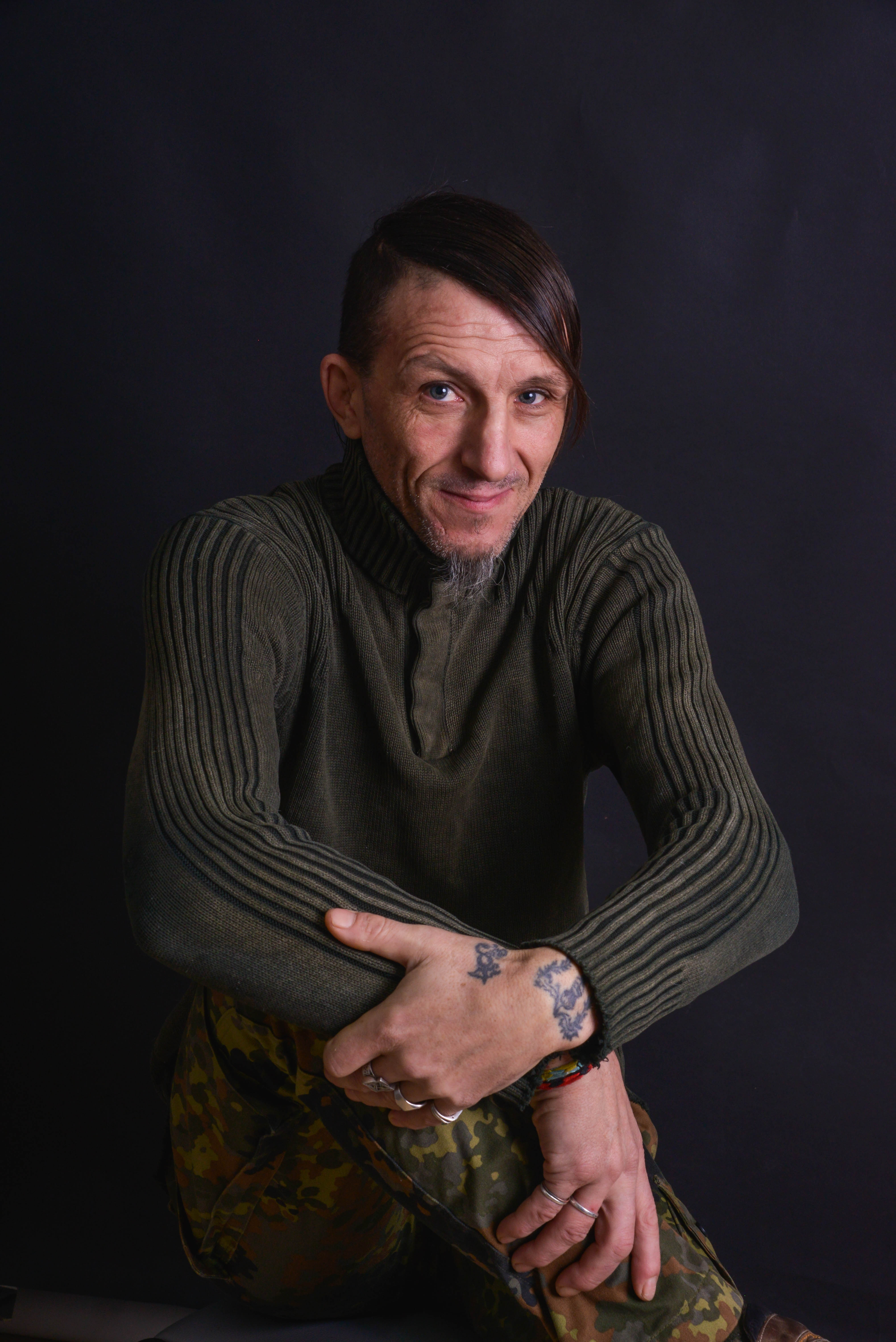
Wolodymyr Wakulenko (1972–2022)

- Wakulicz, Antoni (1902–1988), polnischer Mathematiker
- Wakultschik, Maxim (* 1973), belarussischer Maler und Objektkünstler